# Raffaello e la nipote del cardinale Bibbiena
Raffaello e la nipote del cardinale Bibbiena (Raphaël et la Nièce du cardinal Bibbiena o La cardinal de Bibbiena offre sa nièce en mariage à Raphäel) è un dipinto a olio su carta montata su tela, realizzato da Jean-Auguste-Dominique Ingres tra il 1813 e il 1814, quando risiedeva a Roma, in Italia. L'opera è conservata al Walters Art Museum di Baltimora.

## Storia

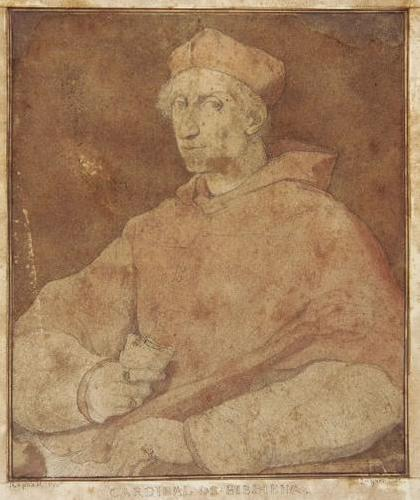
Un disegno ingresiano basato sul Ritratto del cardinal Bibbiena di Raffaello Sanzio.

Oltre all'interesse crescente per i maestri del Rinascimento, verso la fine del diciottesimo secolo i dipinti che rappresentavano e glorificavano la vita degli artisti eminenti e celebri divennero popolari presso la borghesia ed erano esposti al Salone di Parigi. Ingres si incuriosì delle opere d'arte e della vita di Raffaello dopo aver visto una replica della Madonna della Seggiola nello studio d'arte tolosano del suo professore. Avendo vinto nel 1801 il premio di Roma, una borsa di studio che gli offrì l'opportunità di studiare in Italia, egli poté conoscere direttamente l'arte raffaellesca.
Ingres fece ricerche approfondite sulla vita di questo artista del Rinascimento italiano, soprattutto attraverso Le vite de' più eccellenti pittori, scultori e architettori di Giorgio Vasari, pubblicate nel 1550 e nel 1568, e la Vita inedita di Raffaello da Urbino di Angelo Comolli, un'opera più recente e più accessibile, pubblicata a Roma nel 1780. Nonostante avesse previsto di creare una serie di dipinti basata sulla vita del pittore urbinate, dopo aver stilato una lista di soggetti tratti dalla sua vita, alla fine dipinse soltanto due scene: Raffaello e la Fornarina (e le sue versioni successive) e Raffaello e la nipote del cardinale Bibbiena, i suoi primi quadri a soggetto storico. Gli altri episodi della vita dell'artista urbinate che erano stati pensati erano la sua nascita, la presentazione al papa tramite Donato Bramante e la sua morte.
Nel 1813, quando fu realizzato il quadro destinato a Carolina Murat, allora la regina di Napoli, Ingres sposò Madeleine Chapelle, il che forse lo portò a concentrarsi sulle relazioni di Raffaello con le donne. Henry Lapauze analizza e mette in contrasto i rapporti e gli incontri di Ingres e di Raffaello con le donne nel Le Roman d'amour de M. Ingres: Raffaello era fidanzato con la nipote del cardinale mediceo Bibbiena, ma ciò era considerato come un adulterio perché andava a letto con una popolana. Ingres non aveva che tre relazioni sentimentali e sebbene fosse noto per essere circondato dalle donne, non era un dissoluto, ma era considerato un gentiluomo cavalleresco.

### Realizzazione
Una lettera, che Ingres inviò a Charles Marcotte d'Argenteuil il 26 maggio del 1814, indica che egli realizzò il quadro in soli venti giorni. Dopo la partenza di Carolina Murat da Napoli, Leopoldo di Borbone-Due Sicilie recuperò il quadro e lo appese nel suo palazzo al largo di Palazzo. Poi riapparve con il suo pendant Paolo e Francesca, dipinto sempre per la regina di Napoli, nel catalogo della vendita della collezione del principe di Salerno, nel 1852. La collezione venne acquistata nel 1854 dal duca d'Aumale Enrico d'Orléans e venne trasferita da Napoli alla Orleans House, a Twickenham, in Inghilterra. Il quadro, tuttavia, dovette essere stato venduto a Napoli, dove entrò nella collezione di un certo Giuseppe Tibaldi. Venne esposto alla grande retrospettiva dedicata a Ingres alla scuola di belle arti che si tenne dopo la morte dell'artista. Passò nelle collezioni del critico e storico dell'arte Charles Blanc prima di essere acquistato da Henry Walters nel 1903, che lo lasciò in eredità al Walters Art Museum baltimoriano nel 1931.

## Descrizione

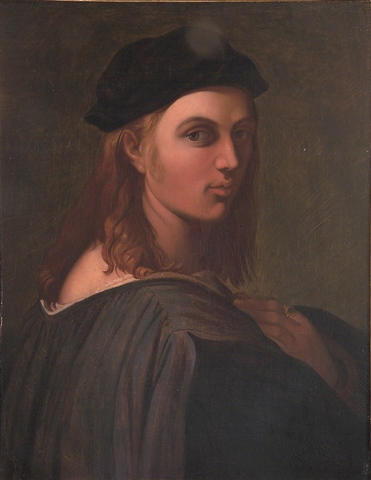
Una copia realizzata da Ingres del Ritratto di Bindo Altoviti (ripreso per creare il volto di Raffaello).

Il quadro rappresenta il cardinale Bernardo Dovizi da Bibbiena che offre in sposa sua nipote Maria Francesca a Raffaello Sanzio. Quest'ultimo era molto legato al cardinale, che lo spingeva affinché si sposasse. Per guadagnare del tempo, Raffaello gli aveva chiesto di aspettare tre o quattro anni. Il cardinale, passato questo tempo, gli aveva ricordato la sua promessa anche se l'artista non se l'aspettava. Non volendo venir meno alla parola data, egli accettò di fidanzarsi con una nipote del cardinale. Cornolli afferma che il matrimonio non si fece perché la nipote del cardinale morì prematuramente.
I lineamenti di Raffaello si basano su un ritratto di un giovane che un tempo era considerato un autoritratto, il Ritratto di Bindo Altoviti (National Gallery of Art, Washington); quelli del cardinale Bibbiena sul Ritratto del cardinal Bibbiena di Raffaello (galleria Palatina, Firenze); la nipote del cardinale si ispira al quadro di Sebastiano del Piombo di una donna un tempo identificata con l'amante di Raffaello, che era detta "La Fornarina" (sempre nella galleria Palatina).
Con una sinfonia di colori magistrale, il quadro ha una composizione simmetrica ed equilibrata, il cui centro è occupato dalla figura monumentale del cardinale.